# Földi poszméh
A földi poszméh (Bombus terrestris) a rovarok (Insecta) osztályába, hártyásszárnyúak (Hymenoptera) rendjébe és méhfélék (Apidae) családjába tartozó faj.
A 2014-es évre a Magyar Rovartani Társaság az év rovarának választotta.

## Előfordulása
Európán kívül megtalálható Észak-Afrikában és Kis-Ázsiában is.

## Megjelenése
Testhossza 11-24 milliméter közötti. Szőrzetének alapszíne fekete, előtora és potrohának második hátlemeze sárga, potrohának vége fehér.

## Életmódja
Általában a föld fölött nehézkesen repülve közlekedik. Nevét onnan kapta, hogy méternyi mélységben lakik a földben, leggyakrabban egér- és vakondjáratokat használva, ahonnan csak akkor bújik ki, amikor a Nap melege már lehatolt a talajba. Az áttelelt királynő, amelyet előző ősszel termékenyítettek meg, új családot alapít. Petéit egy virágporból és viaszból álló galacsinba rakja le a padlóra a fészke közepén, melyet száraz fűvel, lombbal és mohával bélel ki. A bejárathoz egy viaszedényt csinál, amelyet mézzel tölt meg. Amikor a lárvák megnőnek, szétrepesztik a szűk viaszkamrát. A királynő virágpor- és mézadagokkal eteti az éhes lárvákat a nyelvével mindegyiknek egy csepp nyálat adva, majd újra és újra lezárja a kamrát a repedéseket kijavítva.
A földi poszméh nyelve – hasonlóan a házi méhhez – egészen rövid. Hogy hozzáférjen a herevirágban levő nektárhoz, lyukat kell harapnia a virág sziromcsövének alsó részébe. A földben kikelő első poszméhek a „dolgozók”. Az ivadékok gondozását ezek veszik át, így a királynőnek csak a peterakással kell törődnie. Késő nyáron még a megtermékenyítetlen dolgozók is petét raknak. Ezekből mind „herék”, azaz hímek lesznek. Egyetlen feladatuk, hogy párosodjanak a nőstényekkel, amelyek aztán áttelelnek, és a következő tavasszal új családot alapítanak. Ősszel a herék elpusztulnak az idősebb poszméhekkel együtt. Egyedül a megtermékenyített nőstények maradnak életben.